# Anapistula caecula
Anapistula caecula är en spindelart som beskrevs av Léon Baert och Rudy Jocqué 1993. Anapistula caecula ingår i släktet Anapistula och familjen Symphytognathidae.
Artens utbredningsområde är Elfenbenskusten. Inga underarter finns listade i Catalogue of Life.